# Noi con l'Italia
Noi con l'Italia è stato un partito politico italiano di centro/centro-destra alleato del centro-destra in Italia guidato da Maurizio Lupi.
Inizialmente è stata una lista elettorale, formata alla fine del 2017, con il contributo di Raffaele Fitto (presidente di Direzione Italia), Francesco Saverio Romano (leader di Cantiere Popolare), Enrico Costa (ex Alternativa Popolare), Flavio Tosi (leader di Fare!), Enrico Zanetti (segretario di Scelta Civica) e Roberto Di Mauro (segretario di Movimento per le Autonomie), nonché con la successiva adesione dell'Unione di Centro di Lorenzo Cesa e d'Identità e Azione di Gaetano Quagliariello.
Successivamente ha intrapreso un percorso organizzativo e di radicamento territoriale, adottando nel 2020 un nuovo statuto. L'8 luglio 2021 si tiene la prima assemblea nazionale del partito a Roma.
In vista delle elezioni politiche in Italia del 2022 ha aderito alla lista elettorale Noi moderati, costituita con Italia al Centro, Coraggio Italia, UdC e altri partiti minori. In seguito, Noi con l'Italia e il partito di Giovanni Toti hanno avviato un processo per trasformare Noi Moderati in un partito politico strutturato e nel quale confluire. Il 12 luglio 2023 il Comitato Direttivo del partito ha quindi approvato una modifica allo statuto.

## Storia

### "Quarta gamba" del centro-destra
In previsione delle elezioni politiche del 2018, si è aperto un dibattito sulla creazione di una cosiddetta "quarta gamba", che si andasse ad aggiungere a Forza Italia, Lega e Fratelli d'Italia nella coalizione di centro-destra.
L'iniziativa è stata lanciata quando Enrico Costa, ex forzista e ministro per gli affari regionali nel governo Gentiloni, lascia il suo incarico di governo e il suo partito Alternativa Popolare in dissenso per alcuni provvedimenti proposti in CdM al fine di ricreare un "centro liberale" in alleanza con Forza Italia. Originariamente, il gruppo parlamentare del Senato Federazione della Libertà venne candidato da Identità e Azione (IdeA) quale embrione della "quarta gamba".
Il 19 dicembre 2017 viene ufficialmente lanciata la nuova federazione di partiti chiamata Noi con l'Italia (NcI), formata da un gruppo di parlamentari provenienti da Alternativa Popolare guidato da Maurizio Lupi (coordinatore nazionale della nuova formazione), unitamente ad altri ex membri di AP vicini a Enrico Costa, Direzione Italia, Scelta Civica, Fare!, Cantiere Popolare e il Movimento per le Autonomie. 
La presidenza nazionale è affidata al leader di Direzione Italia ed europarlamentare Raffaele Fitto.
Altri partiti di centro-destra, in particolare IdeA e UdC, scelgono di non aderire, il primo ritenendo di difficile affermazione elettorale il progetto e il secondo restio a confondere la propria identità rinunciando allo storico simbolo.
L'accordo arriverà solamente il 29 dicembre. Il 5 gennaio 2018 è stata la volta di IdeA, convinta di unirsi alla valorizzazione del carattere federativo e dell'identità cristiano-democratica della lista.
L'11 gennaio è stato presentato il simbolo della lista congiunto, contenente anche lo scudo crociato dell'UdC, dove il leader Raffaele Fitto rivendica di poter ottenere il 6% dei voti, oltre che le proposte di mantenere l'obbligo dei vaccini e di rimanere nell'Unione europea.
Alle elezioni politiche del 4 marzo 2018 la lista Noi con l'Italia - UdC ha ottenuto in media l'1,2% dei voti. Otto rappresentanti dei partiti che fanno parte della lista sono risultati eletti in collegi uninominali: alla Camera dei Deputati risultano così eletti 4 esponenti: Enrico Costa, Alessandro Colucci, Renzo Tondo e Maurizio Lupi, tutti di NcI; al Senato della Repubblica, invece, sono eletti 3 senatori in quota UdC (Paola Binetti, Antonio De Poli e Antonio Saccone) e il leader di IdeA, Gaetano Quagliariello. Gli eletti al Senato scelgono di confluire nel gruppo parlamentare di Forza Italia, scelta, invece, non condivisa dai parlamentari di Noi con l'Italia eletti alla Camera. Il 19 aprile Costa passa a Forza Italia. L'8 maggio 2018 ha aderito alla componente il deputato Eugenio Sangregorio, eletto con USEI portando al cambio di denominazione del gruppo in Noi con l'Italia-USEI. 
Nel frattempo alle Regionali NcI ottiene un assessore regionale nella giunta lombarda (Raffaele Cattaneo, all'Ambiente) ed elegge un consigliere (Luca Del Gobbo), un consigliere nel Lazio, uno in Molise (l'ex presidente regionale Angelo Michele Iorio) con l'UDC che ha corso con una propria lista e uno in Friuli nella lista Autonomia Responsabile del deputato ed ex presidente regionale Renzo Tondo. 
Alle comunali di giugno la lista nella Puglia di Raffaele Fitto riuscirà a fare eleggere un consigliere a Barletta dove con il 5,5% contribuisce alla vittoria della coalizione, uno nella vittoria a Monopoli (5,2%), e uno nelle sconfitte di Brindisi (4,7%), Acquaviva (5,5%), Mola (11%), Noci (10,7%) e Carovigno (12%). Al Nord invece ottiene un consigliere nella storica vittoria di Cinisello Balsamo (2,9%) e in Liguria la lista “Sarzana Popolare” del consigliere regionale Costa con l'11,9% riesce a fare eleggere quattro consiglieri.

### Sviluppi successivi
Il 16 marzo 2018, dopo una riunione dei vertici dell'UDC, Lorenzo Cesa pone di fatto fine all'alleanza del suo partito con NcI, in vista di una prossima federazione con Forza Italia; decisione simile è presa anche da IDeA: NcI perde quindi di fatto la propria rappresentanza in Senato. I vertici di Noi con l'Italia decidono di proseguire con l'esperienza del partito autonomo.
Il 18 aprile 2018 il deputato Enrico Costa lascia la componente del Gruppo misto per tornare in Forza Italia.
Il 6 dicembre 2018 anche la componente Direzione Italia di Fitto abbandona Noi con l'Italia, annunciando un patto federativo col partito Fratelli d'Italia di Giorgia Meloni, in vista delle europee di maggio.
Il 14 febbraio 2019 la componente PPE di Noi con l'Italia aderisce all'appello di Silvio Berlusconi in vista delle elezioni europee del 2019.
Il 18 dicembre i quattro deputati di Noi con l'Italia aderiscono alla nuova componente "Noi con l'Italia-USEI-Cambiamo!-Alleanza di Centro" unitamente a Vittorio Sgarbi e ai colleghi di Cambiamo!, nuovo soggetto di Giovanni Toti, presidente della Regione Liguria dove Lupi esprime un consigliere regionale in "Liguria Popolare".

### Come partito
Nei primi mesi del 2020 viene inoltre annunciato un nuovo assetto organizzativo. Alle elezioni regionali liguri il partito si presenta inoltre con una lista unitaria, prontamente ribattezzata "Forza Italia - Liguria Popolare", in alleanza con Forza Italia e Nuovo PSI. Essa raccoglie 33 006 voti, pari al 5,27% eleggendo un consigliere in quota FI.
Il 15 luglio 2020 aderisce al gruppo parlamentare la deputata Veronica Giannone, ex Movimento 5 Stelle. Tuttavia il 20 gennaio 2021 quest'ultima abbandonerà il partito per passare a Forza Italia.
Nel governo Draghi Noi con l'Italia è rappresentato dal Sottosegretario alla Salute Andrea Costa, ex consigliere regionale ligure e leader di Liguria Popolare.
L'8 luglio 2021 si tiene a Roma presso il Teatro Quirino la prima assemblea nazionale di Noi con l'Italia. Il partito si è strutturato nel frattempo anche come federatore di movimenti regionali e locali ed elegge Maurizio Lupi come presidente con Francesco Saverio Romano (Cantiere Popolare) come vice-presidente.

### Amministrative e regionali 2021
In vista della elezioni amministrative del 2021 a Milano, Maurizio Lupi viene inizialmente proposto, da Silvio Berlusconi e Forza Italia, come candidato sindaco di Milano per la coalizione di centro-destra, in contrapposizione all'ex sindaco Albertini, proposto dalla Lega di Matteo Salvini e Fratelli d'Italia di Giorgia Meloni. In definitiva verrà scelto il medico Luca Bernardo, sostenuto da tutta la coalizione inclusa la lista “Maurizio Lupi - Milano Popolare” che, nella sconfitta contro il sindaco uscente Giuseppe Sala, raccoglierà l'1,9% eleggendo un consigliere comunale. A Savona Francesco Versace tenta la corsa solitaria con la lista "Noi con l'Italia - Savona Popolare", ma fermandosi all'1,25%, come a Cosenza dove il candidato Franco Picchieri prende il 3,46% dei voti, sostenuto da un coalizione centrista comprendente anche la Democrazia Cristiana di Angelo Sandri. Il partito si schiera invece nella coalizione di centro-destra a Trieste dove ottiene l'1,86% e un consigliere eletto, e a Novara dove con Coraggio Italia forma la lista Forza Novara che conquista il 16,68% e 5 consiglieri. A Napoli invece la lista “Noi con l'Italia - Alleanza di Centro”, sempre nel centro-destra, si ferma allo 0,94% non eleggendo alcun candidato. A Bologna Samuela Quercioli di Noi con l'Italia è eletta consigliera comunale all'interno della lista “Bologna ci piace”.
Alle elezioni regionali in Calabria del 2021, Noi con l'Italia sostiene il candidato presidente del centro-destra Roberto Occhiuto ma con il 3,04% non elegge alcun consigliere regionale.

### Le elezioni amministrative e politiche del 2022
Il 24 marzo 2022 si tiene a Roma al Teatro Centrale l’assemblea nazionale del partito.
Alle amministrative di giugno Noi con L’Italia si presenta in lista con Forza Italia a Como (8,54%) e Lodi (2,47%), con Veneta Autonomia a Verona (1,11%), con Forza Italia e altri a Parma (2,63%), con PRI e UDC a L’Aquila (5,62%), con Democrazia Cristiana a Messina (1,6%), a Palermo con noi Di Centro e Autonomisti (3,35%), da solo a Gorizia (2,81% e un consigliere eletto), Catanzaro (2,86% e un consigliere) e Taranto (0,53%), a Genova e La Spezia nelle civiche dei sindaci uscenti Marco Bucci (19,06%) e Pierluigi Peracchini (18,13%).
Il 26 luglio nel corso di una conferenza stampa viene presentato il nuovo simbolo “Noi con l’Italia - Maurizio Lupi”. Il 5 agosto all’Hotel Nazionale di Roma Maurizio Lupi e Giovanni Toti presentano il simbolo comune con cui Noi con l'Italia e Italia al Centro si presenteranno alle elezioni politiche anticipate del 25 settembre.
L'11 agosto alla Camera dei deputati in conferenza stampa Giovanni Toti, Maurizio Lupi, Luigi Brugnaro e Lorenzo Cesa presentano la lista unitaria Noi moderati con i simboli federati di Italia al Centro, Noi con l'Italia, Coraggio Italia e Unione di Centro. Maurizio Lupi viene indicato come capo politico della lista. Contestualmente, Noi con l'Italia stringe un accordo con l'Italia dei Valori, che si apparenta a NcI aderendo alla lista unitaria.
Alle elezioni del 25 settembre la lista Noi moderati prende lo 0,91% alla Camera (255.505 voti) e lo 0,89% al Senato (244.363 voti), riuscendo a eleggere 9 parlamentari (7 deputati e 2 senatori) nei soli collegi uninominali. Tra di essi sono eletti Maurizio Lupi, Alessandro Colucci e Francesco Saverio Romano di NcI che il 27 ottobre assieme agli altri eletti della lista formano il gruppo Noi moderati (Noi con l'Italia, Coraggio Italia, UdC, Italia al Centro) - MAIE con Lupi che ne diventa il presidente.

### Elezioni regionali e comunali del 2023 e la confluenza in Noi moderati
Alle elezioni regionali del febbraio 2023 in Lombardia la lista Noi moderati - Rinascimento Sgarbi si presenta in appoggio al governatore uscente Attilio Fontana con Vittorio Sgarbi capolista, che risulterà anche l'unico eletto della lista. Alle dimissioni di Sgarbi dal Consiglio regionale, subentrerà Nicolas Galluzzi di Noi con l'Italia. Anche nel Lazio viene presentata la lista Noi moderati - Rinascimento Sgarbi a sostegno di Francesco Rocca, candidato del centro-destra, senza eleggere consiglieri.
Nel marzo del 2023 Renzo Tondo viene nominato nuovo coordinatore politico di NcI.
In vista delle elezioni comunali siciliane del maggio 2023 Francesco Saverio Romano sigla un'intesa con la Democrazia Cristiana di Salvatore Cuffaro presentando il nuovo simbolo “Noi moderati – Democrazia Cristiana”  a Catania dove raccoglie il 6,5% eleggendo 3 consiglieri mentre nel resto d’Italia Noi moderati presenta liste autonome a Massa (0,10%), Teramo (con Forza Italia, 6,2%) e in diversi comuni più piccoli come Scafati (5,6% e 2 eletti), Pontecagnano Faiano (con il Nuovo PSI, 1,2%) oltre a prendere parte alle vittorie di Claudio Scajola a Imperia e di Stefano Bandecchi a Terni con alcuni candidati inseriti nelle loro liste civiche. Noi con l'Italia invece si presenta come Noi con la Sicilia insieme ai Popolari e Autonomisti sempre a Catania (6,3% e 2 eletti), a Siracusa (8,7% e 5 eletti) e a Trapani (5,7% e 2 eletti).
Il 21 maggio all’Hotel Marriott di Roma durante il congresso si è deciso di dare vita a un comitato che avvii la fase costituente finalizzata alla trasformazione di Noi Moderati da sigla elettorale a movimento politico inglobando Noi con l’Italia e le altre sigle centriste; Maurizio Lupi viene rieletto alla guida della formazione politica, coordinatore politico è Saverio Romano mentre vicepresidente vicario è Pino Galati.
Il 12 luglio 2023 il Comitato Direttivo di Noi con l'Italia approva una modifica allo statuto del partito, che assume la denominazione "Noi Moderati".

## Ideologia
L'ideologia di riferimento di Noi con l'Italia è ravvedibile nel cristianesimo liberale, corrente politica che va a conciliare l'ispirazione cristiana e popolare del partito con le sue idee liberali in economia, pur senza disconoscere del tutto i principi dell'economia sociale di mercato, cara tanto al cristianesimo democratico quanto alla dottrina sociale della Chiesa cattolica.
Il partito è poi caratterizzato da un marcato regionalismo espresso dalla federazione di movimenti locali riunita sotto il comune simbolo nazionale di NcI, di cui costituiscono il tessuto territoriale. Questa federazione di partiti comprende Cantiere Popolare di Francesco Saverio Romano in Sicilia, Autonomia Responsabile di Renzo Tondo in Friuli-Venezia Giulia, Alleanza di Centro di Francesco Pionati in Campania e Liguria Popolare di Andrea Costa in Liguria.

### Politiche sociali
Noi con l'Italia è favorevole al potenziamento della medicina territoriale del sistema sanitario nazionale. Inoltre supporta la complementarità di un sistema sanitario misto, dove permanga la scelta tra sanità pubblica e privata.
Il partito sostiene la necessità di investire su asili nido per sostenere le nuove famiglie e incentivare la natalità, come crede sia necessario migliorare l'accesso alle cure per le persone anziane attraverso servizi dedicati territoriali.

### Politiche fiscali e del lavoro
Il partito ritiene necessario l'abbassamento della pressione fiscale, è favorevole a incentivare gli investimenti funzionali alla trasformazione tecnologica tramite Industria 4.0, alla riforma del Jobs Act sostenendo la modifica dell'articolo 18 e all'introduzione di una flat tax. Sostiene inoltre il potenziamento del fondo di garanzia delle piccole e medie Imprese e il ripristino del sistema dei voucher. Favorevole poi alla ripresa degli investimenti sull'energia nucleare, ritenendo che questa porti grandi vantaggi per il Paese in termini di costo dell'energia.

### Giustizia
Noi con l'Italia si definisce un partito garantista, che sostiene la separazione delle carriere dei magistrati e riformare il Consiglio Superiore della Magistratura.

### Politiche migratorie
Nonostante il partito definisca non prioritarie l'approvazione di politiche riguardanti lo ius soli, ritiene tuttavia necessario regolare l'immigrazione tramite rimpatri e accessi grazie alla cooperazione internazionale.

## Struttura

### Leader politico
- Raffaele Fitto (19 dicembre 2017 - 6 dicembre 2018)
- Maurizio Lupi (6 dicembre 2018 - 8 luglio 2021)

### Comitato Direttivo Nazionale

#### Presidente
- Maurizio Lupi (dall'8 luglio 2021)

#### Vicepresidente
- Francesco Saverio Romano (8 luglio 2021 - 20 maggio 2023)

#### Tesoriere
- Renzo Tondo (dall'8 luglio 2021)

#### Coordinatore politico
- Renzo Tondo (22 marzo 2023 - 20 maggio 2023)

#### Vice coordinatori
- Andrea Costa
- Antonello Antinoro
- Francesco Cannizzaro
- Francesco Coppi
- Chiara Fazio
- Ignazio Messina

#### Responsabile Organizzazione
- Alessandro Colucci (dall'8 luglio 2021)

#### Membri
- Antonello Antinoro
- Raffaele Cattaneo (Responsabile Rapporti col PPE)
- Maria Pia Castiglione
- Federica Chiavaroli
- Andrea Costa
- Luca Del Gobbo
- Antonino Foti (Responsabile Mezzogiorno)
- Pino Galati (Responsabile Enti Locali)
- Alberto Giorgetti
- Riccardo Guarino
- Giulia Manzan
- Mariangela Padalino
- Francesco Pionati
- Samuela Quercioli
- Francesco Schittulli
- Alessandra Taglieri
- Antonello Talerico (Responsabile Libere Professioni)

### Coordinatori

#### Regionali
- Piemonte: Michelino Davico
- Valle d'Aosta:
- Lombardia: Alessandro Colucci
- Veneto: Leonardo "Leo" Padrin
- Trentino-Alto Adige: Andrea Brocoli
- Friuli-Venezia Giulia: Renzo Tondo
- Liguria: Matteo Ridolfi
- Emilia-Romagna: Marco Lombardi
- Toscana: Sandro Dini
- Umbria: Gianni Dionigi
- Marche: Tablino Campanelli
- Lazio:
- Abruzzo:
- Molise:
- Campania: Francesco Pionati
- Basilicata: Francesco Cannizzaro
- Puglia: Luigi Morgante
- Calabria:
- Sicilia: Massimo Dell'Utri[88]
- Sardegna:

#### Noi con l'Italia Giovani
- Mirko Martini

#### Comitato Donne Noi con l'Italia
- Concetta "Cettina" Stanizzi

## Nelle istituzioni

### Camera dei deputati
Noi con l'Italia-Scelta Civica per l'Italia-MAIE
| XVII Legislatura |
| ---------------- |
| 15 deputati      |

Gruppo misto componente Noi con l'Italia - USEI - AdC
| XVIII Legislatura |
| ----------------- |
| 3 deputati        |

- Alessandro Colucci
- Maurizio Lupi (vicepresidente del Gruppo misto)
- Renzo Tondo

Gruppo Noi moderati (Noi con l'Italia, Coraggio Italia, UdC, Italia al Centro) - MAIE
| XIX legislatura |
| --------------- |
| 3 deputati      |

- Alessandro Colucci
- Maurizio Lupi
- Francesco Saverio Romano

### Senato della Repubblica
Nel Gruppo Noi con l'Italia
| XVII Legislatura |
| ---------------- |
| 11 senatori      |

- Antonio Scavone (presidente)
- Patrizia Bisinella (vicepresidente)
- Lucio Tarquinio (tesoriere)
- Raffaela Bellot
- Francesco Bruni
- Luigi D'Ambrosio Lettieri
- Salvatore Tito Di Maggio
- Pietro Liuzzi
- Emanuela Munerato
- Luigi Perrone
- Vittorio Zizza

### Governi
- Governo Draghi
  - Andrea Costa, sottosegretario di stato al ministero della salute

## Assemblee nazionali
- I assemblea "Liberi e protagonisti per il buon governo" - Roma, 8 luglio 2021[91]
- II assemblea "Noi per l'Italia. Noi per Palermo" - Palermo, 11 dicembre 2021[92]
- III assemblea “Il lavoro al centro” - Roma, 23 marzo 2022[93]

## Congresso nazionale
- Roma, 20-21 maggio 2023

## Simboli

Logo del 2018
Logo della lista elettorale formata con Unione di Centro per le elezioni politiche del 2018
Logo 2019-2022
Logo presentato per le elezioni politiche 2022 con Italia al Centro, Coraggio Italia e Unione di Centro

## Risultati elettorali
| Elezione       | Elezione     | Voti            | %               | Seggi   |
| -------------- | ------------ | --------------- | --------------- | ------- |
| Politiche 2018 | Camera       | 428 298         | 1,30            | 4 / 630 |
| Politiche 2018 | Senato       | 361 737         | 1,19            | 4 / 315 |
| Europee 2019   | Europee 2019 | In Forza Italia | In Forza Italia | 0 / 76  |
| Politiche 2022 | Camera       | In Noi Moderati | In Noi Moderati | 3 / 400 |
| Politiche 2022 | Senato       | In Noi Moderati | In Noi Moderati | 0 / 200 |